# Morston
Morston è un villaggio con status di parrocchia civile dell'Inghilterra sud-orientale, facente parte della contea del Norfolk e del distretto del North Norfolk e situato in prossimità della costa che si affaccia sul Mare del Nord.

## Geografia fisica
Morston si trova nella parte centrale della costa del North Norfolk, ad ovest di Cley next the Sea e ad est di Wells-next-the-Sea e tra le località di Blakeney e Stiffkey (rispettivamente ad ovest della prima e ad est della seconda).

## Origini del nome
Il toponimo Morston significa letteralmente "centro abitato paludoso".

## Storia
Il villaggio è citato nel Domesday Book (1086) come Merstona. All'epoca, contava 35 abitanti.
Nel 1379, la popolazione era di 200 abitanti.
In epoca medievale, Morston non riuscì a concorrere con i vicini porti di Blakeney, Cley next the Sea e Wiveton ed ebbe un ruolo marginale come porto commerciale.

## Monumenti e luoghi d'interesse

### Architetture religiose

#### Chiesa di Ognissanti

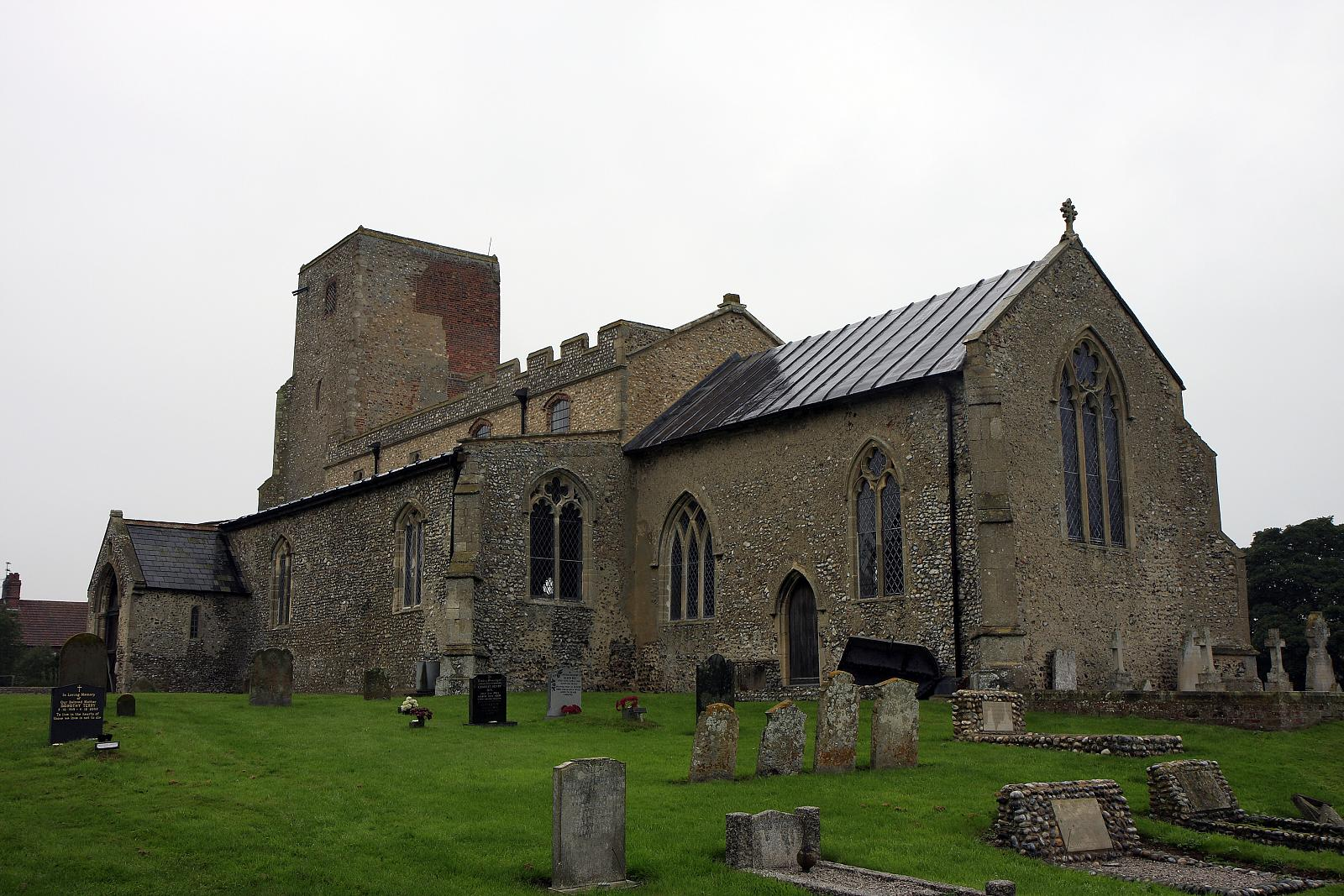
Morston: la chiesa di Ognissanti

Principale edificio religioso di Morston (nonché più antico edificio del villaggio tuttora esistente) è la chiesa di Ognissanti, risalente al XII-XIII secolo.

### Architetture civili

#### Morston Hall
Altro edificio d'interesse di Morston è Morston Hall, una residenza realizzata in gran parte tra il XVIII e il XIX secolo, ma le cui origini risalgono al 1640..